# آدولف لوس
آدولف لوس (به آلمانی: Adolf Loos) معمار چکی‌الاصل اتریشی و از برجسته‌ترین نمایندگان معماری مدرن قرن بیستم است.
لوس پس از گذراندن دوره‌هایی در پلی‌تکنیک درسدن، در ۱۸۹۳ سفری طولانی به آمریکا انجام داد و در آنجا آثار مکتب شیکاگو و نیز نمودهایی از جنبش هنر و فن را به چشم دید. در بازگشت به اروپا فعالیت حرفه‌ای خود را در وین آغاز کرد و آثاری پدید آورد که تجسم مادی و کامل نظریاتی بودند که او در نوشته‌هایش ارائه می‌داد. خانه‌هایی که او در دو دههٔ نخست سدهٔ بیستم می‌ساخت، در تضاد کامل با جریان یوگندشتیل قرار داشت و تجسم دقیق دیدگاه‌های نظری او بود که در مقالهٔ «معماری» در سال ۱۹۱۰ بیان شده بود. فضاهای داخلی پیراسته از جنس چوب و مرمر با نماهای بیرونی مکعبی‌شکل و اندودپوش، که هیچ تزئینی نداشتند، در تقابل قرار می‌گرفتند. در دههٔ ۱۹۲۰ او معمار ارشد شهر شد، مقامی که به او امکان می‌داد مشغول مسکن‌سازی همگانی شود. لوس با فرهنگ معماری زمانهٔ خود چندان احساس نزدیکی نمی‌کرد و بیش‌تر هوادار آوانگارد اروپایی بود. خانه‌ای انقلابی که او در پاریس برای تریستان تزارا ساخت، نشان‌دهندهٔ تأثیر داداییستها بر اوست.